# Estelle Lefébure
Estelle Lefébure (* 11. května 1966 Rouen) je francouzská herečka a modelka. Modelingu se začala věnovat ve svých devatenácti letech. Postupem času se objevila v reklamách na Guess (oděvy), Cartier (šperky) a Christian Dior, ale také Samsung. Roku 1994 byla časopisem People označena za jednu z „50 nejkrásnějších lidí“. V roce 1994 dostala svou první filmovou roli, a to ve snímku Grosse Fatigue. Později hrála například ve filmech Naprosto úžasný (2001), Chrysalis (2007) a Herečky na scénu! (2009). V letech 1989 až 2000 byl jejím manželem zpěvák David Hallyday. Později, v letech 2004 až 2008, byla vdaná za televizního moderátora Jacquese Essebaga, známého jako Arthur.